# Manolis Andronikos
Manolis Andronikos (Grieks: Μανόλης Ανδρόνικος) (Bursa in Turkije, 23 oktober 1919 - Thessaloniki, 30 maart 1992) was een beroemde Griekse archeoloog, die vooral bekend werd door zijn ontdekking van antieke koningsgraven in het noorden van Griekenland (Macedonië).
Andronikos studeerde oudheidkunde aan de Universiteit van Athene en werd in 1952 docent Klassieke archeologie aan de Universiteit van Thessaloniki. Hij voltooide zijn studies te Oxford bij John Beazley (1954-1955) waarna hij ook aangesteld werd als hoogleraar te Thessaloniki. Hij trouwde met Olympia Kakoulidou en vestigde zich met zijn gezin in Thessaloniki.
Andronikos was een groot liefhebber van kunst en literatuur, met een bijzondere voorliefde voor de Griekse dichters Palamas, Seferis en Elytis. Hij ondernam verschillende opgravingcampagnes, onder meer in Veroia, Naousa, Kilkis, Chalcidice en Thessaloniki, maar werd pas beroemd door zijn ontdekking van Macedonische koningsgraven in de Archeologische site van Aigai bij Vergina. In de herfst van 1977 ontdekte hij daar in een ongeschonden graftombe een fraai gouden kistje, versierd met het symbool van een stralende zon (ten onrechte vaak "ster") genoemd. Onderzoek leek te bevestigen dat het kistje de botten van koning Philippos II bevatte. De vondsten uit dit en andere koninklijke graven zijn nu te zien in het Museum van de Koninklijke Tombes in Vergina. De Schat van Vergina is van groot archeologisch belang is en dient te worden beschouwd als de belangrijkste ontdekking in Griekenland sinds de vondst van Mycene door Schliemann. Na de ontdekking heerste er decennialang twijfel en werd er discussie gevoerd over de oorsprong van de beenderen in het graf. Volgens sommigen konden ze ook toebehoren aan Philippos III, ofte Arrhideaus, de halfbroer van Alexander de Grote.
Maar antropologisch onderzoek wijst uit dat de botten van Philippos II van Macedonië zijn. Hij is de vader van Alexander III – beter bekend als Alexander de Grote – en regeerde van 359 tot 336 voor Christus over het huidige Griekenland en de Balkan.
De onderzoekers bestudeerden daarvoor 350 beenderen en botfragmenten – het lichaam was indertijd gecremeerd – die in de tombe lagen. Dat deden ze aan de hand van röntgenonderzoek met een elektronenmicroscoop. Ze vonden onder meer fracturen in het aangezicht. Uit historische bronnen (teksten en afbeeldingen op munten) is bekend dat Philippos tijdens een van zijn veldslagen door een pijl geraakt werd en zo blind werd aan zijn rechteroog.
Behalve de resten van Philippos II lagen er in een kleinere voorkamer van de tombe ook vrouwelijke beenderen. Die behoorden mogelijk toe aan de dochter van de Scythische koning Atheas, die in 339 voor Christus tegen Philippos II ten strijde trok. Zie ook de link Scythië.
- Bibsys: 90198641
- Biblioteca Nacional de España: XX1466930
- Bibliothèque nationale de France: cb11985794t (data)
- Catàleg d'autoritats de noms i títols de Catalunya: 981058520639306706
- CiNii: DA01278498
- Gemeinsame Normdatei: 118965980
- International Standard Name Identifier: 0000 0001 2137 1992
- Library of Congress Control Number: n80113101
- Nationale Bibliotheek van Letland: 000338527
- Bibliotheek van het Japanse parlement: 00431537
- Nationale Bibliotheek van Tsjechië: xx0029879
- Nationale bibliotheek van Australië: 35988303
- Nationale Bibliotheek van Israël: 987007257614305171
- Nederlandse Thesaurus van Auteursnamen: 069614113
- Istituto Centrale per il Catalogo Unico: MILV117503
- LIBRIS: 175978
- Système universitaire de documentation: 027918688
- Trove: 1174725
- Union List of Artist Names: 500244314
- Virtual International Authority File: 66475748
- WorldCat: E39PBJgt3R7rC48dqfMydGPPcP